# کایا اسکودلاریو
کایا رز اسکودلاریو دیویس (انگلیسی: Kaya Rose Scodelario-Davis؛ زادهٔ ۱۳ مارس ۱۹۹۲) (نام کوچک هامفری) بازیگر و مدل اهل بریتانیا است. وی از سال ۲۰۰۷ میلادی تاکنون مشغول فعالیت بوده است.
از فیلم‌ها که وی در آن نقش داشته است می‌توان به ماه (۲۰۰۹)، برخورد تایتان‌ها (۲۰۱۰)، فوق‌العاده شرور، به طرز وحشتناکی شیطانی و پست، خزش (۲۰۱۹)، دختر پادشاه (۲۰۲۲) و مجموعه‌های تلویزیونی اسکینز و آقایان اشاره کرد. وی در سال ۲۰۱۷ در فیلم دزدان دریایی کارائیب: مردگان حکایت نمی‌کنند بازی کرد.

## فیلم‌شناسی
فهرست برخی از فیلم‌هایی که کایا اسکودلاریو در آن‌ها به ایفای نقش پرداخته‌است:
| نام فیلم                                     | سال  | نقش               | یادداشت‌ها              |
| -------------------------------------------- | ---- | ----------------- | ---------------------- |
| ماه                                          | ۲۰۰۹ | ایوا بل           |                        |
| برخورد تایتان‌ها                              | ۲۰۱۰ | پشت               |                        |
| شنک                                          | ۲۰۱۰ | تاشا              |                        |
| بلندی‌های بادگیر                              | ۲۰۱۱ | کاترین ارنشاو     |                        |
| الان خوبه                                    | ۲۰۱۲ | زوئی واکر         |                        |
| جزیره اسپایک                                 | ۲۰۱۲ | فروشنده تی‌شرت     |                        |
| بیست و هشت هزار                              | ۲۰۱۲ |                   |                        |
| حقیقت در مورد امانوئل                        | ۲۰۱۳ | امانوئل           |                        |
| دونده مارپیچ                                 | ۲۰۱۴ | تیریسا            |                        |
| دونده مارپیچ: مشقت‌های اسکرچ                  | ۲۰۱۵ | تیریسا            |                        |
| دزدان دریایی کارائیب: مردگان حکایت نمی‌کنند   | ۲۰۱۷ | کرینا اسمیت       |                        |
| دونده مارپیچ: علاج مرگ                       | ۲۰۱۸ | تیریسا            |                        |
| فوق‌العاده شرور، به طرز وحشتناکی شیطانی و پست | ۲۰۱۹ | کارول آن بوون     |                        |
| خزش                                          | ۲۰۱۹ | هیلی کلر          |                        |
| رزیدنت ایول: به راکون سیتی خوش آمدید         | ۲۰۲۱ | کلر ردفیلد        |                        |
| دختر پادشاه                                  | ۲۰۲۲ | ماری-ژوزف دالامبر | فیلمبرداری در سال ۲۰۱۴ |

## کودکی و خانواده
کایا اسکودلاریو در سال ۱۹۹۲ در لندن انگلستان زاده شد. مادر برزیلی‌اش «کاتیا اسکودلاریو» و پدر انگلیسی‌اش «راجر هامفری» نام دارند. به خاطر مادرش او زبان پرتغالی برزیلی را به خوبی انگلیسی صحبت می‌کند. پدر و مادر اسکودلاریو زمانی که او کودک بود طلاق گرفتند و اسکودلاریو به همراه مادرش در لندن بزرگ شد.

## حرفه
در سن ۱۴ سالگی کایا برای سریال «پوستها» تست بازیگری داد، سریالی که از شبکه ای ۴ پخش می‌شد و برای انتخاب نوجوان‌های نابازیگر در سریال مشهور بود. کایا موفق شد که نقش «افی استونم» را از آن خود کند و در سال ۲۰۰۷ به نمایش اضافه شد. بازی او در سریال مورد توجه بینندگان آن قرار گرفت. پس از دو فصل که از سریال گذشت تهیه‌کنندگان آن تصمیم گرفتند که تعداد بازیگران سریال بسیار زیاد شده و تعداد زیادی از آنها باید از سریال خارج شوند. پس از این تصمیم میزان زیادی از فیلمنامه حذف شدند اما نقش افی و کایا باقی ماند و این فشار زیادی را روی او می‌آورد زیرا به این معنی بود که نقش او برای فصل سوم بسیار زیاد و پررنگ خواهد بود. پس از معروفیتش در سریال مدتی کار مدلینگ انجام داد و در اولین فیلم سینمایی اش به نام ماه بازی کرد. او با موفقیتی که در تلویزیون بدست آورد توانست نقش‌های خوبی در فیلم‌های سینمایی انتخاب کند.